# Península Rallier du Baty

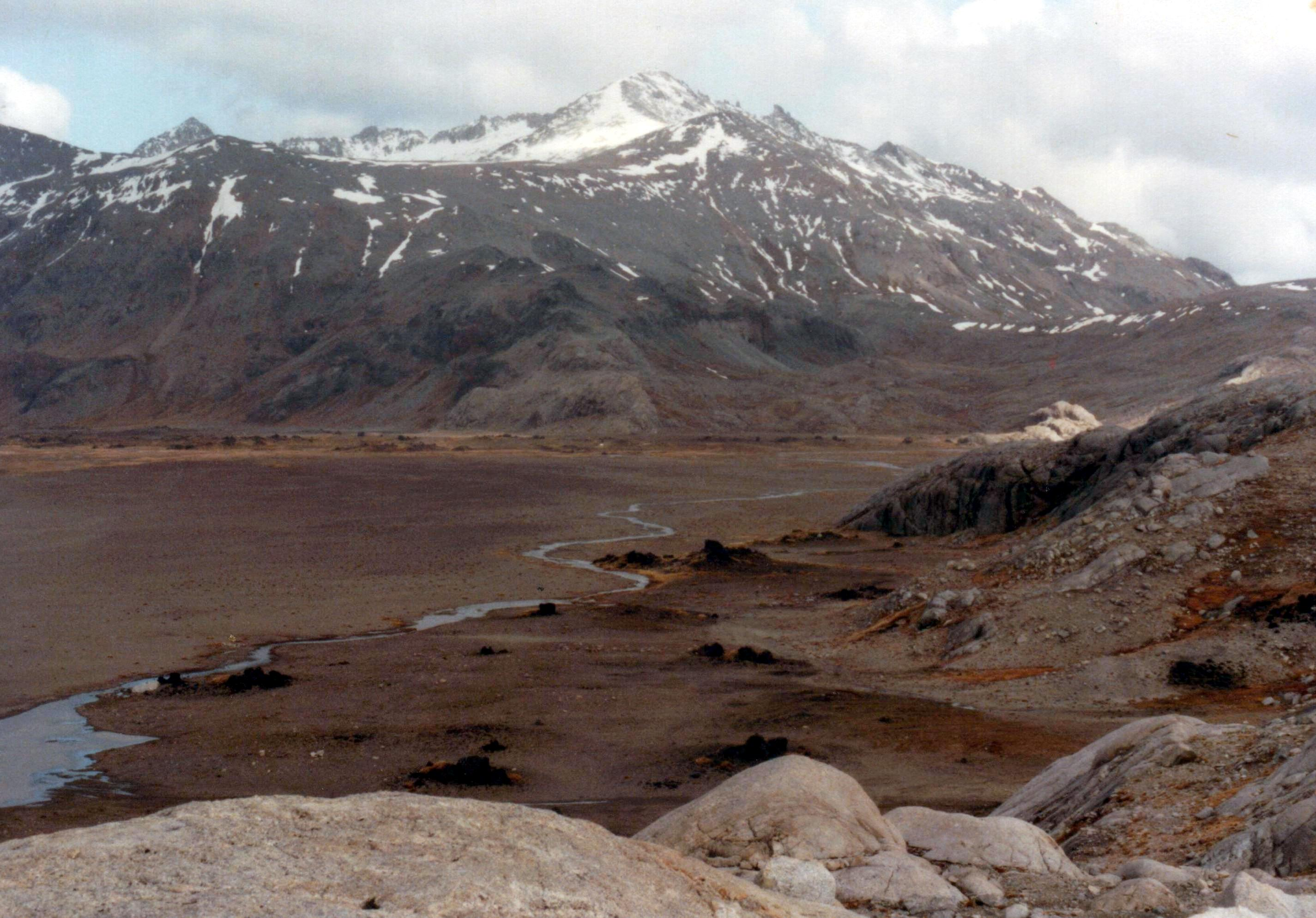
Paisaje de la península Rallier del Baty.

La península Rallier del Baty es la península del Suroeste de la gran Tierra, una isla francesa del archipiélago de los Kerguelen en las Tierras Australes y Antárticas Francesas.
Debe su nombre al navegador francés Raymond Rallier del Baty (1881-1978) que vivió dos veces en el archipiélago de los Kerguelen y cartografió el archipiélago.
De una longitud de aproximadamente 37 km sobre un eje norte/noreste sur/suroeste, tiene una anchura como máximo de 25 km. Su costa oriental da sobre la bahía de Audierne a través de varios fiordos (bahía de la Mosca, bahía de Chimays, fiordo de las Puertas Negras...) y de casi-islas (casi-sla de Entrecasteaux, casi- isla la Bourdonnais, ...).
El límite septentrional de la península está marcado por el casquete glaciar Cook.
La parte suroeste está ocupada por el macizo Rallier del Baty que posee varias cumbres de más de 1.000 m (El Bicorne 1 202 m, el mont Henri Rallier del Baty 1166 m, monte Raymond Rallier del Baty 1189 m, pico San Allouarn 1.189 m) y diferentes glaciares. La parte suroeste posee diferentes valles, antiguos valles glaciares (valle de las Arenas, valle de la Playa Amarilla, valle de Larmor...) que dan sobre la bahía de la Mosca
La costa sur presenta un relieve escarpado, abierta sólo en dos playas: la playa de la Posesión y la playa Amarilla. El cabo Borbón, pequeña punta que se introduce en el mar, se encuentra al noreste de la península.
- Datos: Q2680839